# Mmusi Maimane

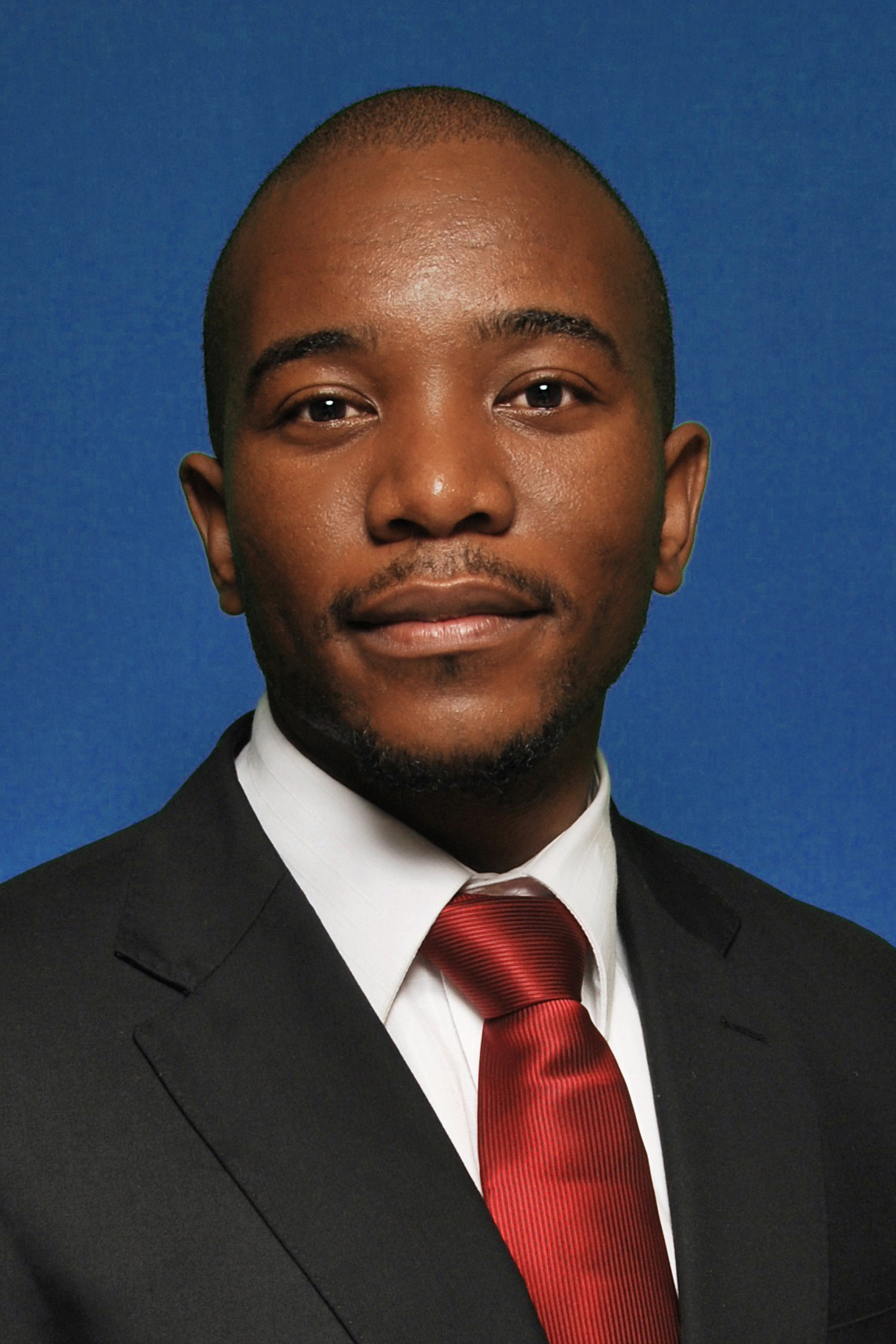
Mmusi Maimane (2011)

Aloysias Mmusi Maimane (* 6. Juni 1980 in Krugersdorp) ist ein südafrikanischer Politiker (ehemals Democratic Alliance, DA, ab 2022 Build One South Africa, BOSA). Er war bis 2019 DA-Fraktionsvorsitzender und Oppositionsführer in der Nationalversammlung sowie Parteivorsitzender der DA. Im März 2020 gründete er die Plattform One South African Movement.

## Leben
Maimanes Vater ist Tswana, seine Mutter Xhosa. Er wuchs in Soweto auf, wo er die Schule besuchte. Danach studierte er Psychologie an der University of South Africa (mit Abschluss eines BA), der Witwatersrand-Universität (mit Abschluss eines Masters in Öffentlicher Verwaltung) und an der Bangor University in Wales, wo er einen Mastergrad in Theologie erwarb.
2011 war Mmusi Maimane Spitzen- und Bürgermeisterkandidat bei der Kommunalwahl in der Metropolgemeinde City of Johannesburg. Die DA konnte unter seiner Führung ein Ergebnis von rund 35 % (+ 7 Prozentpunkte) der Stimmen erzielen. Das gute Abschneiden seiner Partei brachte Maimane schlagartig nationale politische Aufmerksamkeit ein. Nach der Kommunalwahl übernahm er das Amt des Fraktionsvorsitzenden und Oppositionsführers im Stadtrat der City of Johannesburg. 2012 wurde Maimane zum stellvertretenden Parteivorsitzenden der Democratic Alliance gewählt und konnte sich damit gegen acht weitere Kandidaten durchsetzen.
Bei den Wahlen 2014 wurde Mmusi Maimane für die DA in die südafrikanische Nationalversammlung gewählt und übernahm dort den Vorsitz der DA-Fraktion. Im Juni 2014 stellte er sein Schattenkabinett vor. Am 10. Mai 2015 wurde Maimane anstelle von Helen Zille zum Parteivorsitzenden der DA gewählt. Am 23. Oktober 2019 trat er als Vorsitzender zurück, nachdem Zille zur Chairperson des Federal Council der DA, faktisch die stellvertretende Parteivorsitzende, gewählt worden war. Er begründete seinen Rücktritt mit einer Hetzkampagne von Teilen der Partei gegen seine Politik. Am Folgetag legte er auch sein Amt als Oppositionsführer und sein Mandat in der Nationalversammlung nieder und verließ die DA. Sein Nachfolger als Oppositionsführer wurde am 27. Oktober der vormalige Chief Whip der DA in der Nationalversammlung, John Steenhuisen. Im März 2020 gründete er das One South African Movement, das nach seinen Angaben keine politische Partei werden soll.
Am 24. September 2022 gründete Maimane in Soweto eine eigene Partei, Build One South Africa (BOSA). Bei den Wahlen am 29. Mai 2024 wurde er als einer von zwei BOSA-Abgeordneten in die südafrikanische Nationalversammlung gewählt.
Maimane ist verheiratet und hat zwei Kinder. Seine Frau ist eine weiße Südafrikanerin. Nach den Angaben auf der früheren DA-Webseite spricht er fließend sieben südafrikanische Sprachen. Er war bis zur Ernennung als Parteivorsitzender regelmäßig als Prediger der konservativ-traditionalistischen protestantischen Liberty Church tätig.